# شکر افرا

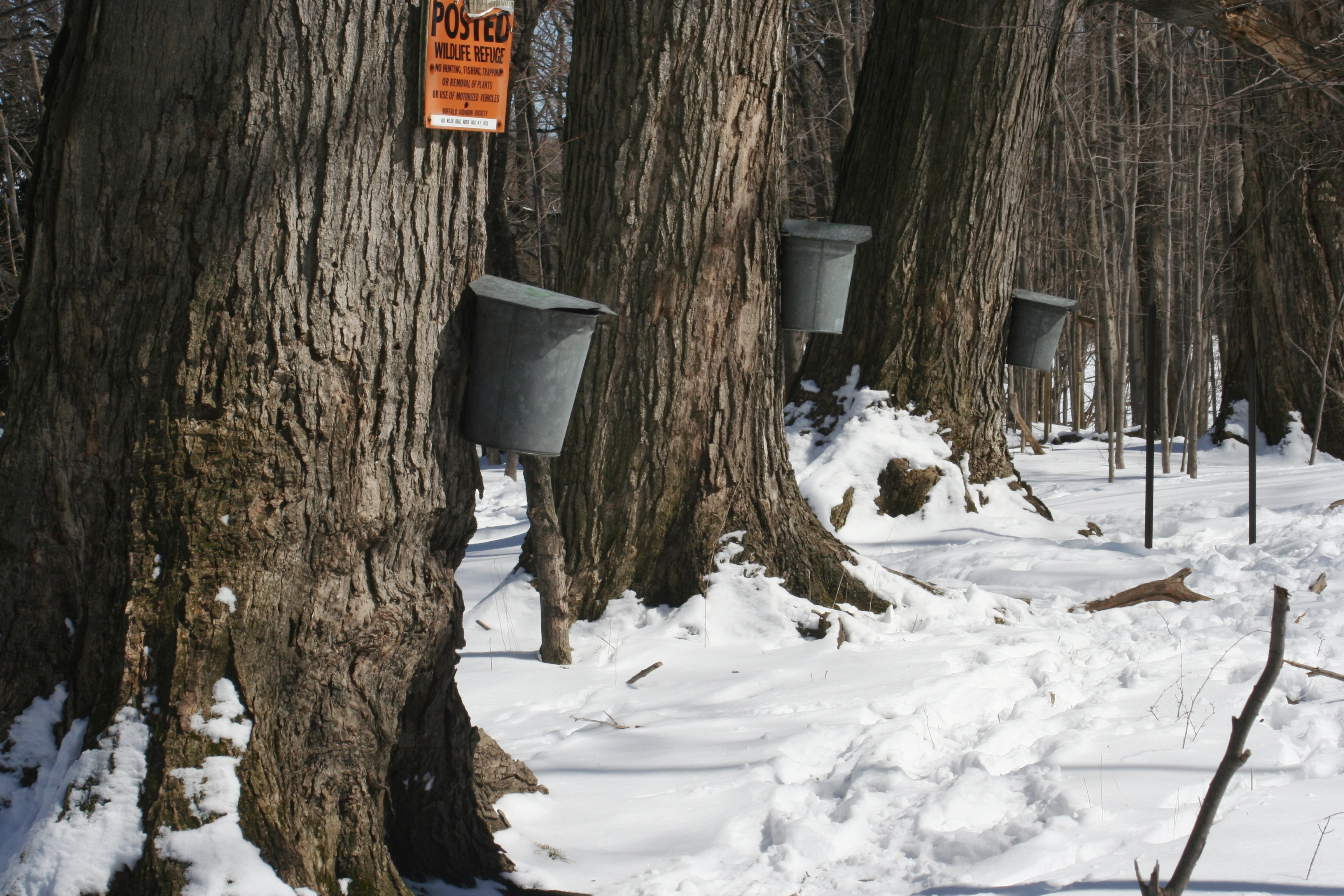
جمع آوری شیره درخت افرا

شکر افرا ماده جامد و شیرینی است که با جوشاندن تا حد خشکاندن شیره درخت افرای قندی به دست می آید . این درخت بومی کشور آمریکا و کانادا است . ۹۰ درصد از ترکیب شکر افرا ساکاروز ( قند نیشکر ) است . مابقی بیشتر گلوکز و فروکتوز ( قند میوه‌جات ) است . طرز تهیه این شکر ( قند ) از ابداعات سرخپوستان است و نیاز به مهارت دارد . تیغ زدن و جمع آوری شیره درختان در اواخر فصل زمستان و اوایل بهار صورت می‌گیرد . در این زمان درختان افرا شیره فراوانی دارند . حدود یک تا ۴ درصد از وزن شیره درخت به شکر تبدیل می‌شود . تولید متوسط درختان افرا یک کیلوگرم در سال است . بهترین درخت افرا برای تهیه شکر، درختی است که بتواند سالانه ۱.۵ کیلوگرم شکر بدهد . امروزه تهیه این نوع شکر در برخی ایالت های کشور آمریکا مانند ایالت های نیوانگلند و به ویژه در کشور کانادا رواج دارد .